# Bob Geldof
Bob Geldof KBE (Dún Laoghaire, 5 de Outubro de 1951) é um cantor, compositor e humanista irlandês.

## The Wall
Participou do papel principal da versão em filme de "The Wall" foi feita em 1982 pela MGM sob o título de Pink Floyd The Wall. O filme foi realizado por Alan Parker e é baseado no álbum do grupo de rock progressivo Pink Floyd. Apesar do filme ter sido um dos seus trabalhos mais importantes, Bob já afirmou que não gosta das músicas dos Pink Floyd*. Afirmação contestável, ja que o próprio Bob já realizou uma participação na canção Comfortably Numb, no The Meltdown Concert em 2002, com David Gilmour.

## Band Aid
Os Boomtown Rats não ficaram no topo por muito tempo e em 1984 a sua carreira tinha caído a pique. Em Novembro desse ano Geldof viu na BBC uma reportagem sobre a fome na Etiópia e prometeu fazer alguma coisa sobre o assunto.
Consciente de que sozinho pouco ou nada poderia fazer, pediu ajuda a Midge Ure dos Ultravox e juntos depressa escreveram a música Do They Know It’s Christmas?. Juntamente com Bono e The Edge (ambos dos U2), Boy George, Paul McCartney,Duran Duran ,entre outros.
Geldof conseguiu marcar uma entrevista com o DJ Richard Skinner da "BBC Radio 1", mas em vez de discutir o seu novo álbum (razão principal para ir ao programa), aproveitou para publicitar a ideia de editar um single de caridade, de tal forma que aquando do recrutamento dos músicos, já havia um enorme interesse da comunicação social no evento.
Usando os poderes de persuasão que o tornaram bastante conhecido, formou um grupo chamado Band Aid, que consistia em músicos pop rock britânicos, todos eles no top à altura.
O single foi editado imediatamente antes do Natal com o objetivo de realizar fundos para pôr termo à fome na Etiópia. Geldof tinha a esperança de juntar 70 000 libras, no entanto o lucro terá sido de muitos milhões tendo-se tornado o single mais vendido em toda a história do Reino Unido.
A ideia foi copiada uns meses mais tarde nos Estados Unidos com a música "We Are The World" da autoria de Michael Jackson, Stevie Wonder e Lionel Richie, tendo sido este último o primeiro ponto de contacto de Geldof. Este single chegou ao topo das tabelas nos dois lados do Atlântico.

## Live Aid
Não satisfeito com o enorme sucesso do single dos Band Aid, Geldof propôs-se organizar (e tocar com os Rats) o concerto de caridade Live Aid, que angariou fundos sem precedentes para a causa e viajou por todo o mundo com o objectivo de fazer mais dinheiro.  Geldof chegou a desafiar Margaret Thatcher, primeira ministra inglesa da altura a fazer uma grande reavaliação da política do governo britânico em relação à eliminação da fome no mundo. Em reconhecimento do seu trabalho recebeu muitos prémios, incluindo uma nomeação para o Prémio Nobel da paz e o título honorário de cavaleiro atribuído pela rainha Isabel II, não tendo o título de Sir (título exclusivo para britânicos), devido à sua condição de irlandês.  No entanto por cortesia há quem lhe chame "Sir Bob Geldof" e até mesmo "Santo Bob".
Após o desmembramento dos Boomtown Rats, Geldof enceta uma carreira a solo, editando uma série de álbuns com algum sucesso, tendo tocado também com David Gilmour (do Pink Floyd).
Bob Geldof que é um dos homens mais reconhecidos e admirados pelo mundo, nunca hesitou em dizer abertamente o que pensa, mesmo que isso possa ferir algumas personalidades importantes do poder.

## Live 8

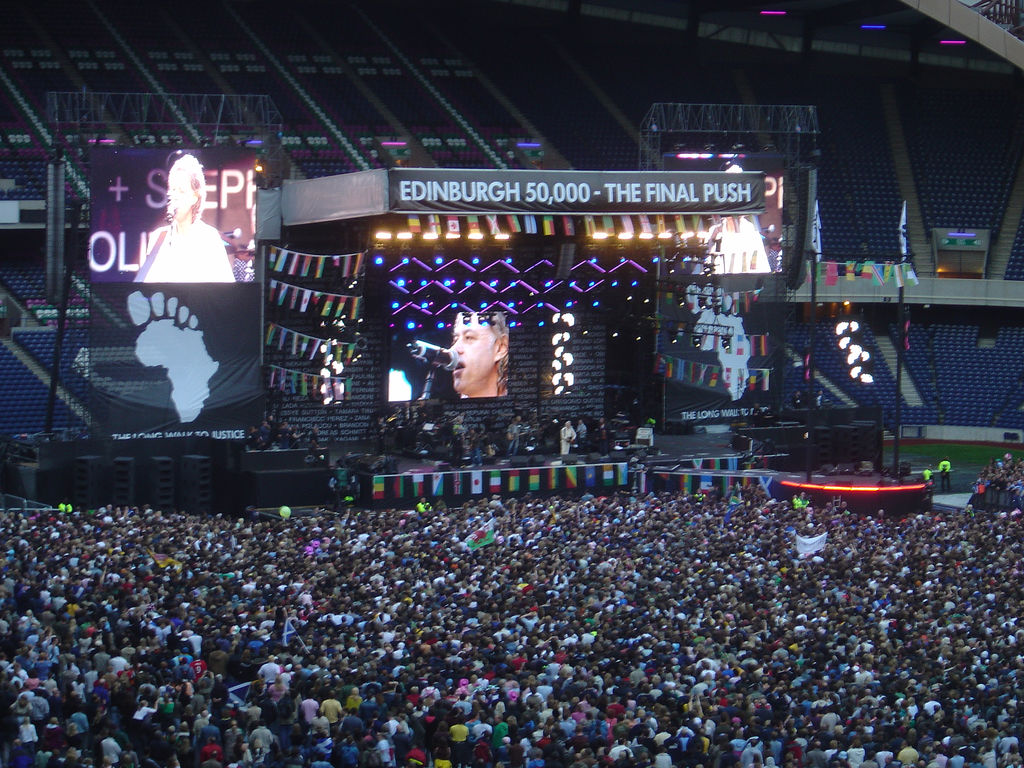
Live 8 - Edimburgo

Juntamente com Bono dos U2 tem devotado muito do seu tempo desde 2000 à luta pelo perdão da dívida externa dos países africanos.
Em 2 e 6 de Julho de 2005, organizou o Live 8, uma série de shows que tiveram lugar nos países integrantes do G8, coincidindo com o 20º aniversário do Live Aid. Este evento destinou-se a pressionar os líderes mundiais para perdoar a dívida externa das nações mais pobres do mundo, aumentar e melhorar a ajuda e negociar regras de comércio mais justas que respeitem os interesses das nações africanas.

“Angola é governada por criminosos.”

— Bob Geldof, em Lisboa, citado pela RTP, 6 de Maio de 2008
Mais de 1000 músicos tocaram no evento, que foi transmitido por 182 redes de televisão e 2000 estações de rádio. O evento ficou eternamente marcado como a última apresentação do grupo britânico Pink Floyd em sua formação original, antes da morte do tecladista Richard Wright em 2008.

## Discografia

### Com os Boomtown Rats
- The Boomtown Rats - 1977
- Tonic For The Troops - 1978
- The Fine Art Of Surfing - 1979
- Mondo Bongo - 1981
- V Deep - 1982
- In The Long Grass - 1985

### Solo
- Deep In The Heart Of Nowhere - 1986
- The Vegetarians Of Love - 1990
- The Happy Club - 1992
- Loudmouth, The Best Of Bob Geldof And The Boomtown Rats - 1994 (Colectânea)
- Sex, Age And Death - 2001

## Na literatura
Na história "Le jour du jugement dernier", da coleção "Les Mémoires de Satan", de Pierre Cormon, Deus tenta julgar Bob Geldof, mas não consegue.